# Albert Wolff (journaliste)
Pour les articles homonymes, voir Albert Wolff et Wolff.
Albert Wolff, né Abraham Wolff le 31 décembre 1825 à Cologne et mort le 22 décembre 1891 en son domicile dans le 8e arrondissement de Paris, est un écrivain, dramaturge, journaliste et critique d'art français d'origine allemande.

## Biographie
Wolff se prépara, dans sa jeunesse, à un assez grand nombre de diverses professions. Envoyé de bonne heure à Paris chez un négociant, allié de sa famille, il renonça au commerce, lors de son retour en Prusse, et s’adonna au dessin d’illustration et à la littérature humoristique, tout en reprenant le cours de ses études à l’université de Bonn. Malgré le grand succès d’un Voyage humoristique sur les bords du Rhin composé à cette époque et illustré par lui-même, il abandonna tout à coup ce genre pour composer des nouvelles, et surtout des contes d’enfants, qui lui valurent deux fois le prix dans des concours littéraires organisés à Stuttgart et à Hambourg. Chargé, en 1857, d’écrire toute une série de contes d’enfants pour Winkelmann, de Berlin, le principal éditeur de ce genre d’ouvrages, le désir de revoir Paris lui fit rompre son traité.
Venu à Paris faire le compte rendu du Salon de 1857 pour la Gazette d'Augsbourg, il y resta. Après avoir été six mois secrétaire d’Alexandre Dumas, il rédigea son premier article français dans Le Gaulois, fut remarqué de Villemessant et Huart, et entra en même temps au Figaro et au Charivari, en 1859. Critique d'art influent, il fut attaché, depuis, aux principaux journaux littéraires et politiques créés par Villemessant, il fut un des assidus rédacteurs du quotidien l’Événement, et fit ensuite dans le Figaro, devenu quotidien à son tour, des chroniques régulières et des comptes rendus dramatiques. Il collabora en outre pendant deux ans au Nain jaune d'Aurélien Scholl, puis, comme chroniqueur à l'Avenir national de Peyrat, en 1865, et fait, de 1866 à 1867, la chronique de l'Univers illustré, sous la signature de « Gérôme ».
Wolff, dont les articles du Figaro, ont formé souvent des séries, comme ceux qu’il publia, sous le titre de Gazette de Londres, sur la misère et la dépravation de cette capitale (avril 1868), en a réuni un certain nombre en un volume intitulé Mémoires du boulevard (1866, in-18). Il a aussi donné au théâtre quelques vaudevilles. Critique de l’impressionnisme, bien qu’il ait loué occasionnellement des œuvres individuelles de ce mouvement, il est aussi opposant à l’antisémitisme (fils de Salomon Wolff et d'Hélène Ochsé, il a des origines juives).
Mort célibataire, il est inhumé à Paris au cimetière du Père-Lachaise (96e division).

## Publications
Littérature et critique d'art
- Mémoires de Thérésa, écrits par elle-même, 1865.
- Mémoires du boulevard, 1866. (texte en ligne)
- Deux empereurs (1870-1871), 1871.
- Le Tyrol et la Carinthie, mœurs, paysages, légendes, 1872.
- Victorien Sardou et l'Oncle Sam, avec les documents relatifs à la suppression de la pièce, 1874.
- Première critique des Soirées de Médan, Le Figaro, 19 avril 1880, p. 1
- Mémoires d'un Parisien : Voyages à travers le monde, 1884 .(texte en ligne)
- Mémoires d'un Parisien : La Haute-Noce, 1885. (texte en ligne)
- Mémoires d'un Parisien : L'Écume de Paris, 1885. (texte en ligne)
- Mémoires d'un Parisien : La Gloire à Paris, 1886.
- La Capitale de l'art, Paris, 1886. (texte en ligne)
- Mémoires d'un Parisien : La gloriole, 1888.
- Figaro-Salon, de 1885 à 1891.
- Cent chefs-d'œuvre des collections parisiennes, 1888.

Théâtre
- Un homme du sud, à-propos burlesque mêlé de couplets, avec Henri Rochefort, Paris, théâtre du Palais-Royal, 31 août 1862.
- Le Dernier Couplet, comédie en 1 acte, Paris, théâtre du Vaudeville, 8 novembre 1862.
- Les Mystères de l'Hôtel des ventes, comédie-vaudeville en 3 actes, avec Henri Rochefort, Paris, théâtre du Palais-Royal, 27 juin 1863.
- Les Mémoires de Réséda, souvenirs contemporains, avec Henri Rochefort et Ernest Blum, Paris, théâtre du Palais-Royal, 4 mai 1865.
- Les Thugs à Paris, revue mêlée de chant, en 3 actes, avec Eugène Grangé, Paris, théâtre des Variétés, 20 novembre 1866.
- Les Points noirs, comédie en 1 acte, Paris, théâtre du Palais-Royal, 17 avril 1870.
- Paris en actions, revue en 3 actes, avec Raoul Toché, Paris, théâtre des Nouveautés, 15 décembre 1879.
- Les Parfums de Paris, revue en 12 tableaux, avec Raoul Toché, Paris, théâtre des Nouveautés, 18 décembre 1880.
- L'Alouette, comédie en 1 acte, avec Edmond Gondinet, Paris, théâtre du Gymnase-Dramatique, 14 février 1881.
- La Vente de Tata, vaudeville en 3 actes, avec Alfred Hennequin, Paris, théâtre des Nouveautés, 15 septembre 1881.
- Egmont, drame lyrique en 4 actes, avec Albert Millaud, musique de Gaston Salvayre, Paris, théâtre de l'Opéra-Comique, 6 décembre 1886.
- Fin courant, avec Edmond Gondinet, Palais-Royal, 1870.

Varia
- Notice biographique publiée en préface des Notes d'un musicien en voyage de Jacques Offenbach, Paris, 1877 (texte en ligne)
- Correspondance entre Albert Wolff et Marie-Lise B. : un amour romantique, Paris : La Pensée universelle, 1985

Albert Wolff portraituré par des artistes contemporains
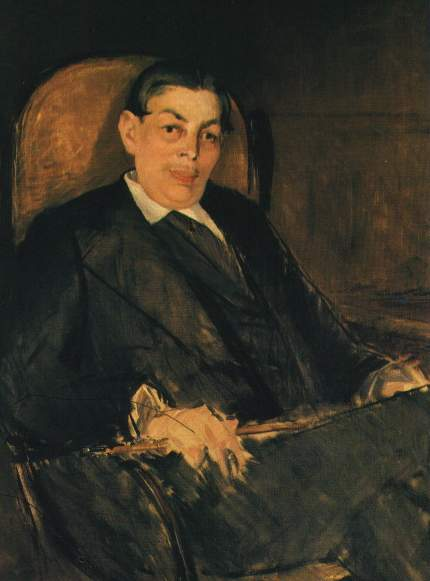
Édouard Manet, Portrait d'Albert Wolff (1877), Kunsthaus de Zurich.
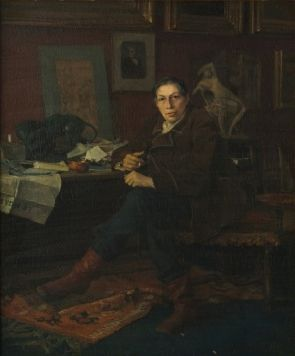
Jules Bastien-Lepage, Albert Wolff à son bureau (1881), Cleveland Museum of Art.
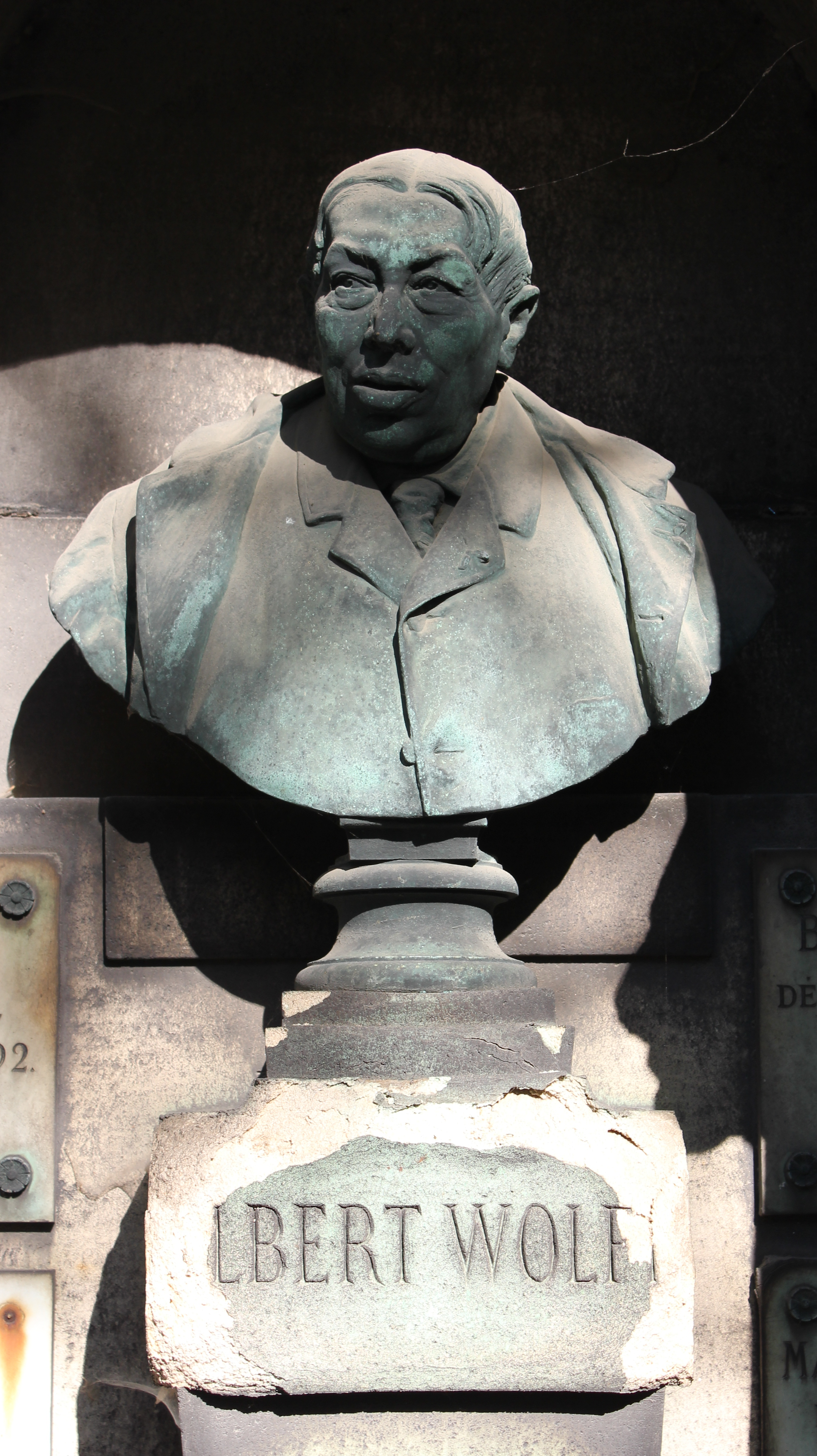
Jules Dalou, Albert Wolff (1891), Paris, cimetière du Père-Lachaise.

### Sources
- Gustave Vapereau, Dictionnaire universel des contemporains, t. 2, Paris, 1870 (lire en ligne), p. 1867.